# Johann Ferdinand Beer
Johann Ferdinand Beer, auch Bär (* 19. Oktober 1731 in Au; † 1. Januar 1789 ebenda) war ein österreichischer Baumeister im Barock.

## Leben

### Herkunft
Johann Ferdinand Beer entstammte der Architektenfamilie Beer und war ein Sohn von Josef Gottfried Beer (1704–1791) und Maria Moosbrugger (* um 1705; † 1749), welche ebenfalls aus einer Architektenfamilie stammte.
Er war mit Barbara Berbig (1735–1803) verheiratet und hatte eine Tochter Maria Anna (1771–1830).

### Wirken
Nach seiner von 1745 bis 1748 dauernden Lehre begann er seine Laufbahn bei seinem Onkel Johann Michael Beer und war bei ihm 20 Jahre Palier. Dieser baute ab 1760 die Stiftskirche St. Gallen, wo Johann Ferdinand Beer mitwirken durfte. Von 1767 bis 1769 baute er als St. Gallischer Stiftsbaumeister selbstverantwortlich am Ostrand des Geländes der Fürstabtei St. Gallen ein Repräsentationsgebäude (Pfalz St. Gallen).
In seiner Karriere schuf er zahlreiche Gebäude und Kirchen in und um St. Gallen. Dabei arbeitete er u. a. mit dem Stuckateur Peter Anton Moosbrugger zusammen. Von 1751 bis 1787 bildete er 30 Lehrlinge aus.
Er gilt als produktivster und letzter überregional bekannter Baumeister der Familie Beer.

## Bauwerke (Auswahl)
- 1763 bis 1769: Arbeiten im Stiftsbezirk St. Gallen
- 1767 bis 1769: Neue Pfalz (heute Regierungsgebäude)[9]
- 1768 bis 1770: Kapelle Maria Einsiedeln in Straubenzell
- 1776 bis 1778: Pfarrkirche St. Johannes Baptist in Bernhardzell,[2][10] sein Bruder Johannes war Palier
- 1777/1778: Kirche St. Fiden in St. Gallen[11]
- 1779 bis 1781: Konventbau des Klosters in Mehrerau
- 1782 bis 1784: St. Maria Magdalena in Untereggen
- 1783/1784: Zweite Kirche St. Martin Bruggen in St. Gallen